# Zeus! (album)
Zeus! è il primo album in studio del gruppo musicale omonimo, pubblicato nel 2010 dalle etichette Smartz Records, Shove Records (2), Escape From Today, Bar La Muerte, Offset Records, Sangue Dischi, All'Arrembaggio Dischi In Vinile.

## Tracce
1. Suckertorte
2. Grindmaster Flesh
3. Koprofiew
4. Giacomo Leopardi
5. Steve Sylvester Saves
6. Ate U
7. Turbo Pascal
8. Cowboia
9. Golden Metal Shower

## Formazione
- Luca Cavina - voce, basso
- Paolo Mongardi - batteria